# イリヤ・マルティノヴィッチ
イリヤ・マルティノヴィッチ（Ilija Martinović 、1994年1月31日 - ）は、モンテネグロ・ツェティニェ出身のプロサッカー選手。ポジションは、ディフェンダー。

## クラブ歴
スロベニアのアルミニイでプレーをしていたが、2020年夏、契約満了に伴いアルミニイを退団した。

## 代表経歴
2021年3月27日、ワールドカップ予選のジブラルタル代表戦でモンテネグロ代表デビューを果たした。